# Rolando Navarrete
Rolando Navarrete Sr. (General Santos, 14 febbraio 1957) è un ex pugile filippino.
Detto "The Bad Boy from Dadiangas" (Il ragazzaccio di Dadiangas) per lo stile di vita sregolato, fu campione mondiale WBC dei pesi superpiuma dal 1981 al 1982.

## Stile di combattimento
Mancino, Navarrete era un pugile picchiatore che pressava costantemente l'avversario alla testa e al corpo. Si distinse per il suo gancio destro e per la potenza dei suoi colpi, cui ovviava alla scarsa tecnica.
Benché riconosciuto tra i più grandi picchiatori provenienti dall'arcipelago filippino, nel corso degli anni non seppe esprimere appieno il potenziale riconosciutogli, offrendo rendimenti spesso discontinui, fatto imputabile alla scarsa disciplina.

## Biografia

### Carriera da professionista
Nato nel barangay di Dadiangas a General Santos, fu un misto di talento e sregolatezza. Combatté a lungo nei pesi gallo e, nel 1975, fu per alcuni mesi campione nazionale delle Filippine. Il 31 gennaio 1976, mise KO al 2º round il connazionale Bernabe Villacampo, ex campione mondiale WBA dei pesi mosca. L'anno dopo combatté per la prima volta all'estero, a Seul, mancando l'occasione di conquistare la cintura di campione OPBF (Federazione d'oriente e del Pacifico) contro un pugile locale.
Nel 1979 si trasferì a Honolulu per combattere nella categoria dei supergallo. Ottenne possibilità di conquistare il titolo mondiale dei superpiuma contro il fuoriclasse nicaraguense Alexis Argüello il 27 aprile 1980 a San Juan di Porto Rico ma fu costretto all'abbandono dopo appena quattro riprese. L'anno dopo conquistò la cintura di campione nordamericano dei superpiuma, battendo a Honolulu Johnny Sato.
Conquistò la corona mondiale WBC dei superpiuma il 29 agosto 1981 allo Stadio dei Pini di Viareggio, mettendo KO al quinto round l'ugandese Cornelius Boza-Edwards in quella che fu considerata come una delle più grandi sorprese di quell'anno. La difese vittoriosamente contro l'imbattuto coreano Choi Chung-il, ma la perse a Las Vegas in una combattuta disputa con Rafael "Bazooka" Limón per knock-out tecnico al 12º round, quando stava conducendo ai punti. Uscito dai vertici mondiali, iniziò per lui un lento e inesorabile declino dovuto essenzialmente alla scarsa costanza e all'eccentrico stile di vita fuori dal ring.
Nel 1984 fu condannato per violenza sessuale. Scontò tre anni in una prigione hawaiana e, di conseguenza, la sua carriera ebbe un'interruzione. Rilasciato nel marzo 1988, Navarrete tornò nelle Filippine e riprese a combattere. Si prese la rivincita contro Rafael Limón ai punti in 10 riprese, in un match non valido per il titolo mondiale. 
Fu poi scelto insieme al collega pugile Rolando Bohol dallo scrittore di fumetti Carlo J. Caparas per recitare nel film di boxe Kambal Na Kamao: Madugong Engkwentro, uscito nel luglio del 1988. Una serie di sconfitte contro combattenti locali e contendenti non classificati lo costrinse a ritirarsi definitivamente dal pugilato nel 1991.

### Dopo il ritiro
Dopo il ritiro Navarrete cadde economicamente in disgrazia – egli stesso ammise di aver fatto uso di droghe, tra cui metanfetamina e marijuana, sin dall'adolescenza – e trovò occupazione come pescivendolo presso il porto di General Santos, vivendo talvolta di elemosina. Rimasto più volte coinvolto in aggressioni, ottenne più volte supporto finanziario dal concittadino Manny Pacquiao, plurititolato campione del mondo tra la fine del ventesimo e il primo ventennio del XXI secolo.
Ha avuto sette figli da più relazioni, tra cui l'ex lottatore della UFC Rolando Dy.